# پاروی برف‌روبی

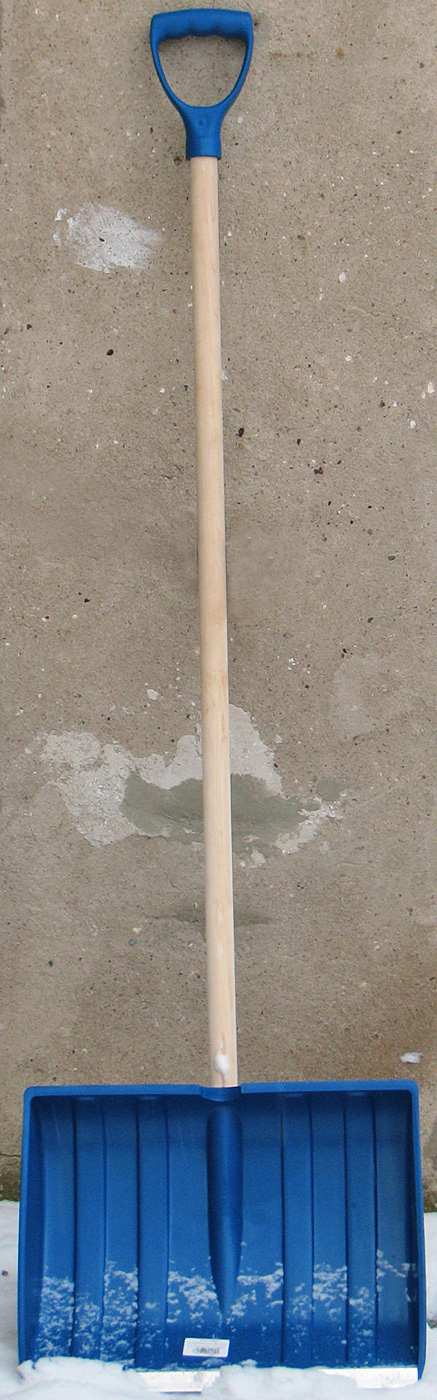
پاروی برف‌روبی

پاروی برف‌روبی یا پارو نوعی پارو یا بیل است که برای برداشتن و جابجا کردن برف طراحی شده است. پاروی برف‌روبی ممکن است اشکال و طراحی‌های مختلفی داشته باشد که بستگی به سطحی که قرار است پارو شود دارند.

## تاریخچه
قدیمی‌ترین پاروی برف‌روبی در یک گیلاب در روسیه پیدا شده است که قدمت آن شش هزار سال برآورده شده است.

## ویژگی‌های

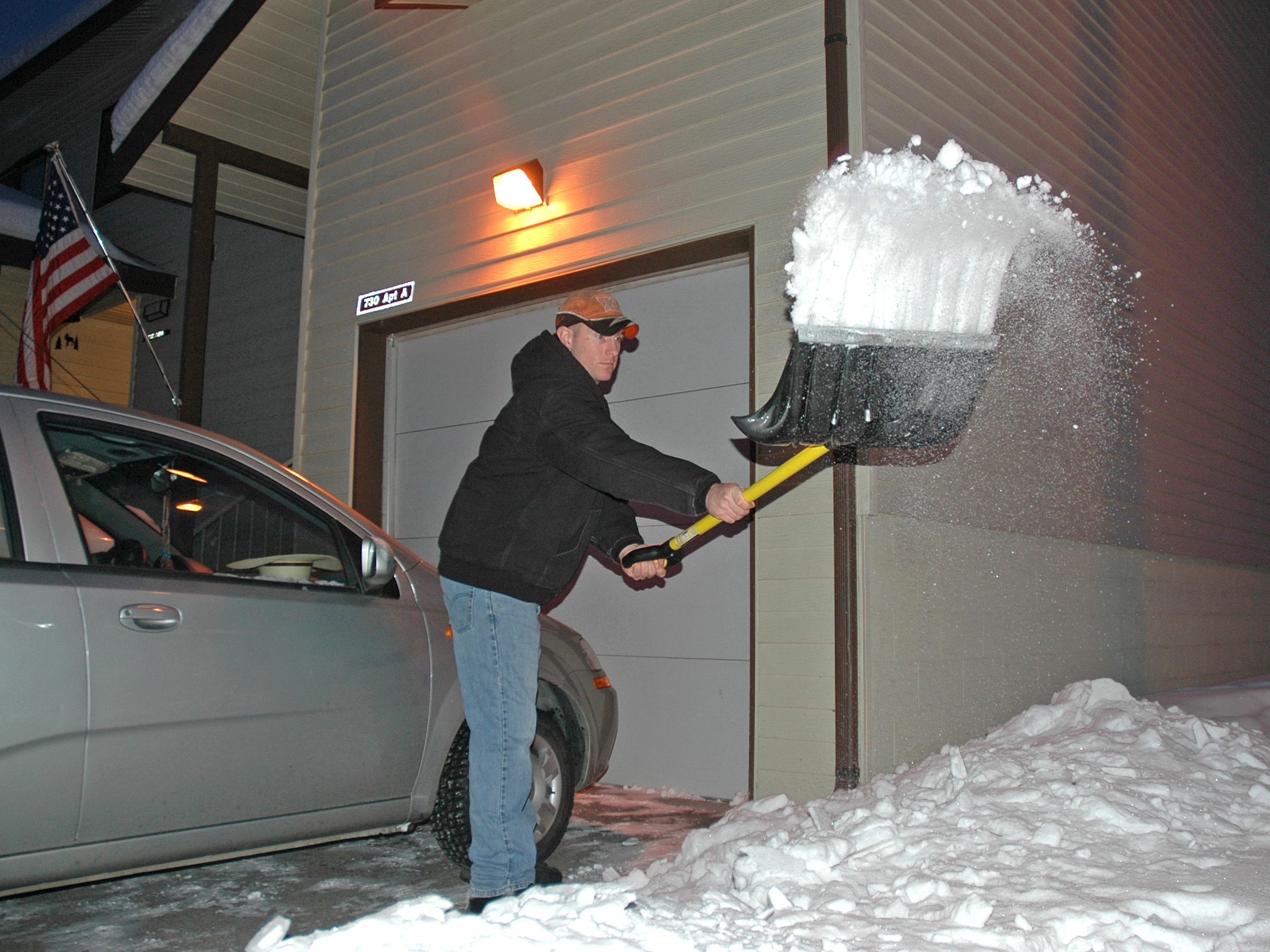
پرتاب برف برای پاک کردن جلوی پارکینگ.

یک پاروی برف‌روبی ساده از دو بخش اصلی دسته و پیمانه (قاشق) تشکیل می‌شود. ممکن است بخش‌های کمکی دیگری هم وجود داشته باشد.
پاروی برف‌روبی برای دو کار طراحی می‌شود: هل دادن برف و برداشتن برف.

## استفاده ایمن

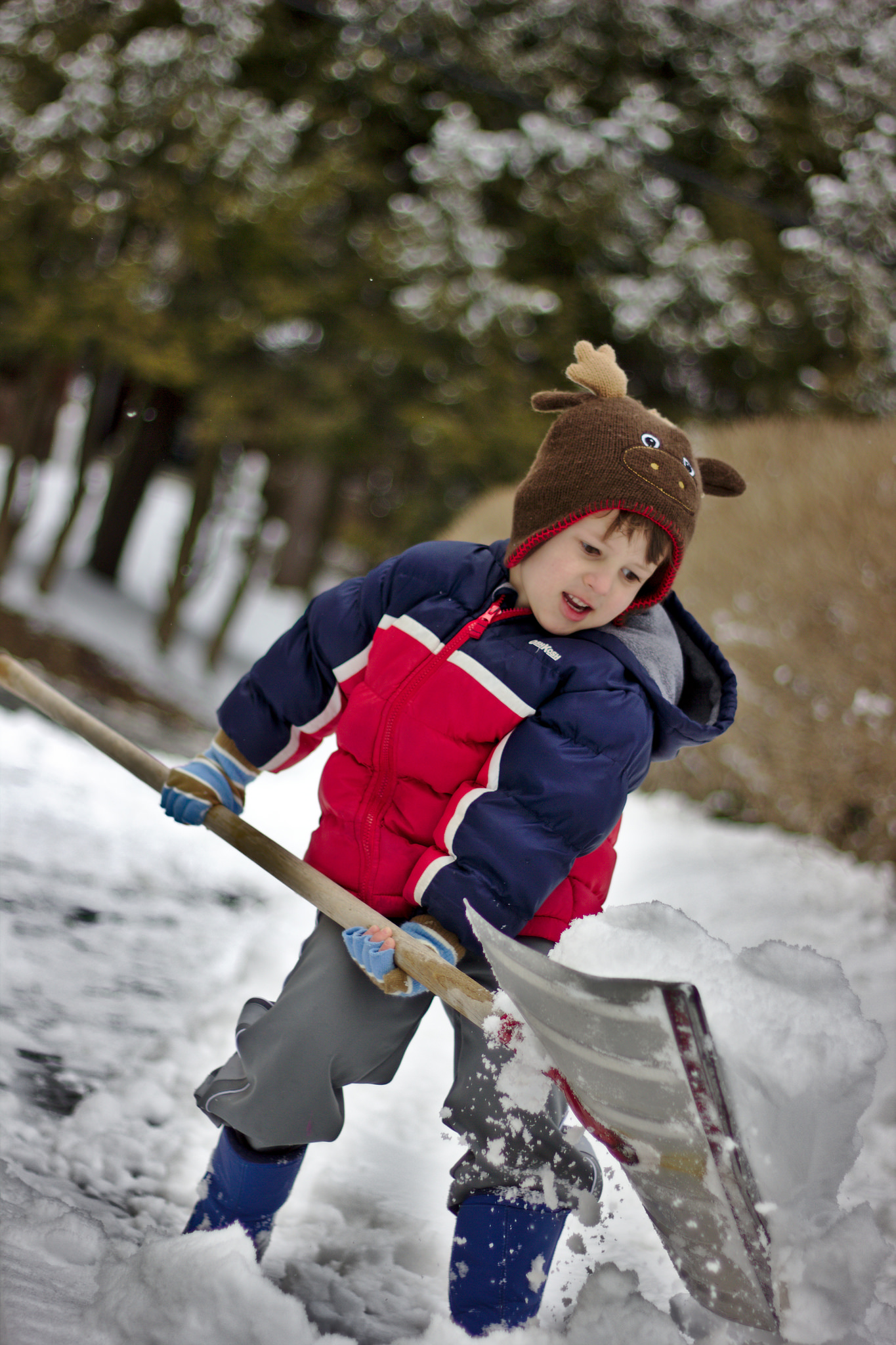
یک کودک در لباس مناسب مشغول پارو کردن برف تازه.

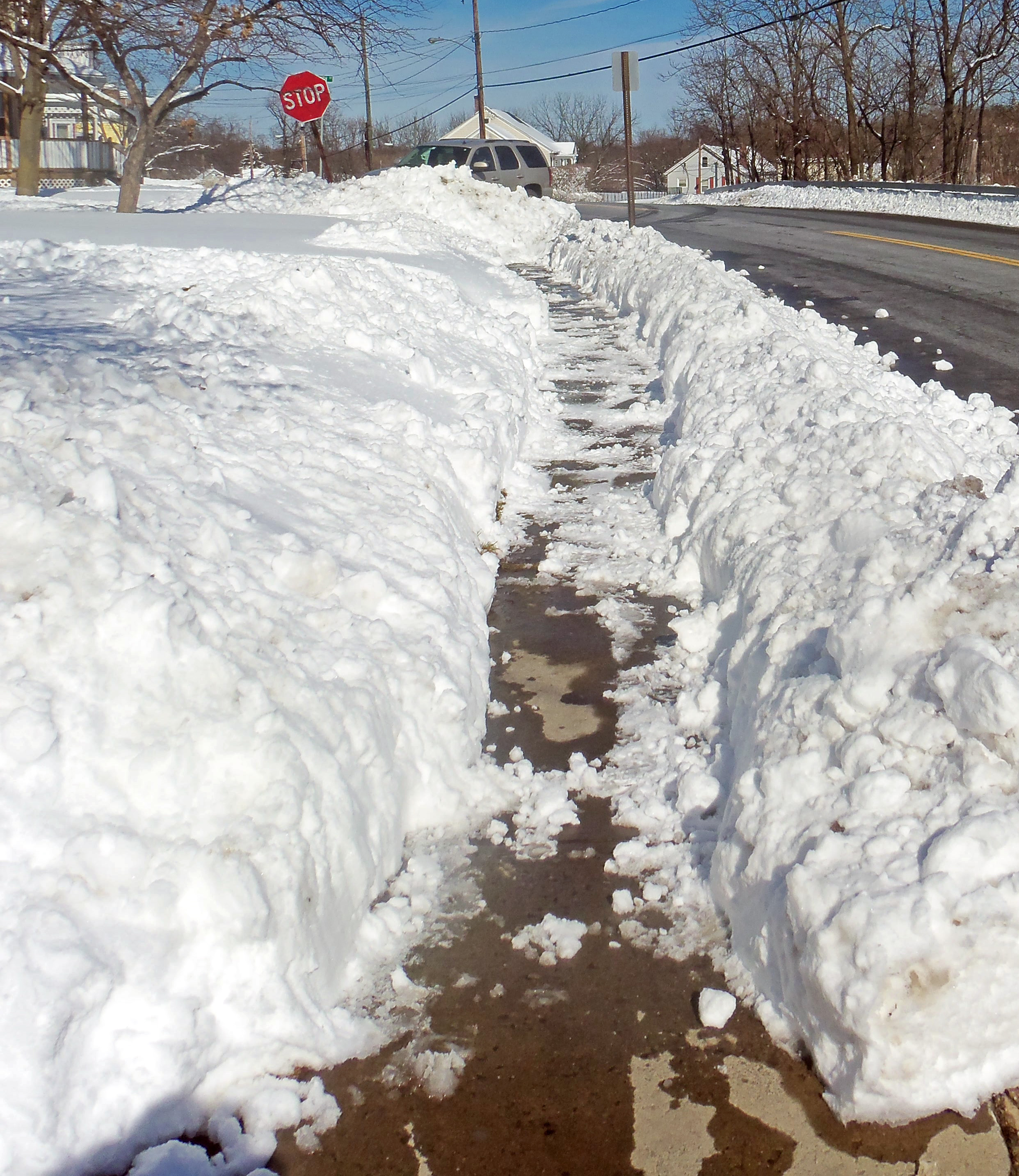
یک پیاده‌رو پاک شده با پارو.

پارو کردن برف کار سختی است. در زمستان پارو کردن یک برف معمولی جلوی خانه می‌تواند شامل حرکت دادن بیش از ۲۵ تن از برف شود. آسیب‌های بهداشتی مرتبط با پارو کردن برف شامل حمله‌های قلبی (انفارکتوس میوکارد) و بدتر کردن شرایط کنونی بیمار، رگ‌به‌رگ شدن و کمردرد و دیگر آسیب‌ها باشد. حوادث مرتبط با جاده را هم به این خطرها می‌توان اضافه کرد.